# The Way You Look Tonight
«The Way You Look Tonight» (с англ. — «Как ты выглядишь сегодня») — песня  Джерома Керна на слова Дороти Филдс. Написана в 1936 г. для музыкального фильма «Время свинга», где её исполнил Фред Астер. Премия «Оскар» за лучшую песню к фильму (1937).

## Интерпретации
Оригинальная интерпретация (например, на пластинке Астера) выполнена в стилистике медленного фокстрота. Однако танцевальные черты в интерпретациях быстро нивелировались. Песню стали исполнять как правило в медленном темпе, с обширной агогикой, типичной для американской сентиментальной баллады — Бинг Кросби (неоднократно), Пегги Ли, Дорис Дэй, Элла Фицджеральд, Тони Беннет. Реже песню исполняют в быстром темпе, с элементами свинга (Нэт Кинг Коул, Фрэнк Синатра; джазовые обработки Билла Эванса и Кита Джарретта).